# Lijst van oudste levende mensen
Onderstaande is een lijst van oudste nog in leven zijnde personen, die geverifieerd zijn door LongeviQuest. Deze lijst bevat alle erkende supereeuwelingen van 113 jaar of ouder.
| Leeftijd              | Naam                               | Geboorteland        | Huidige verblijfplaats | Geboortedatum     | Opmerkingen                                  |
| --------------------- | ---------------------------------- | ------------------- | ---------------------- | ----------------- | -------------------------------------------- |
| 115 jaar en 343 dagen | Ethel Caterham                     | Verenigd Koninkrijk | Verenigd Koninkrijk    | 21 augustus 1909  | Is de oudste inwoner ter wereld              |
| 115 jaar en 70 dagen  | Marie-Rose Tessier                 | Frankrijk           | Frankrijk              | 21 mei 1910       | Is de oudste inwoner van Frankrijk           |
| 114 jaar en 307 dagen | Naomi Whitehead                    | Verenigde Staten    | Verenigde Staten       | 26 september 1910 | Is de oudste inwoner van de Verenigde Staten |
| 114 jaar en 290 dagen | Izabel Rosa Pereira                | Brazilië            | Brazilië               | 13 oktober 1910   | Is de oudste inwoner van Brazilië            |
| 114 jaar en 250 dagen | Lucia Laura Sangenito-Abbondandolo | Italië              | Italië                 | 22 november 1910  | Is de oudste inwoner van Italië              |
| 114 jaar en 237 dagen | Klavdiya Gadyuchkina               | Rusland             | Rusland                | 5 december 1910   | Is de oudste inwoner van Rusland             |
| 114 jaar en 210 dagen | Andrée Bertoletto                  | Frankrijk           | Frankrijk              | 1 januari 1911    |                                              |
| 114 jaar en 198 dagen | Yolanda Beltrão de Azevedo         | Brazilië            | Brazilië               | 13 januari 1911   |                                              |
| 114 jaar en 89 dagen  | Maria Paschoalina de Castro        | Brazilië            | Brazilië               | 2 mei 1911        |                                              |
| 114 jaar en 78 dagen  | Mary Harris                        | Verenigde Staten    | Verenigde Staten       | 13 mei 1911       |                                              |
| 114 jaar en 63 dagen  | Shigeko Kagawa                     | Japan               | Japan                  | 28 mei 1911       | Is de oudste inwoner van Japan               |
| 114 jaar en 39 dagen  | Beatriz Ferreira Duarte            | Brazilië            | Brazilië               | 21 juni 1911      |                                              |
| 114 jaar en 26 dagen  | Bonita Gibson                      | Verenigde Staten    | Verenigde Staten       | 4 juli 1911       |                                              |
| 113 jaar en 293 dagen | Winnie Felps                       | Verenigde Staten    | Verenigde Staten       | 10 oktober 1911   |                                              |
| 113 jaar en 222 dagen | Fuyo Kishimoto                     | Japan               | Japan                  | 20 december 1911  |                                              |
| 113 jaar en 181 dagen | Sumiko Mori                        | Japan               | Japan                  | 30 januari 1912   |                                              |
| 113 jaar en 138 dagen | Ilse Meingast                      | Duitsland           | Verenigde Staten       | 14 maart 1912     | Is de oudste emigrant                        |
| 113 jaar en 136 dagen | Margaret Romans                    | Letland             | Canada                 | 16 maart 1912     | Is de oudste inwoner van Canada              |
| 113 jaar en 105 dagen | Maria Carmela Ricci                | Italië              | Italië                 | 16 april 1912     |                                              |
| 113 jaar en 63 dagen  | Maria Jorge Esteves de Almeida     | Portugal            | Brazilië               | 28 mei 1912       |                                              |
| 113 jaar en 50 dagen  | Shizuko Kiyuna                     | Japan               | Japan                  | 10 juni 1912      |                                              |
| 113 jaar en 7 dagen   | Madeleine Dellamonica              | Frankrijk           | Frankrijk              | 23 juli 1912      |                                              |
| 112 jaar en 364 dagen | Louise Signore                     | Verenigde Staten    | Verenigde Staten       | 31 juli 1912      |                                              |